# Carole J. Olshavsky
Carole J. Olshavsky es una arquitecta estadounidense, miembro del Instituto Americano de Arquitectos y ganadora del premio Thomas Jefferson. Es la primera mujer certificada con la medalla dorada por el Instituto de Arquitectos de Ohio, el honor más alto otorgado por la AIA.

## Vida
Olshavsky se graduó en la Universidad Estatal de Kent, y obtuvo su licencia en arquitectura en 1973. Abrió una firma junto a su esposo, Donald Olshavsky en 1975 en Ohio.
En 1985 fue nombrada arquitecta del Estado de Ohio, y permaneció en esa posición hasta 1988. Durante su permanencia, llevó a cabo proyectos como el Centro de Artes Wexner. Entre 1988 y 1991 Olshavsky tomó posesión en el Departamento de Obras Públicas de Ohio como directora diputada. En 1991 retornó al sector privado, que había abandonado en 1985.
Olshavsky es la presidenta de la Sociedad de Arquitectos de Ohio.